# MN 69. Harckocsi Ezred
A Magyar Néphadsereg 69. Harckocsi Ezred a Magyar Néphadsereg első lépcsős alakulata volt 1961 és 1987 között. Jogutód nélkül került felszámolásra.

## Története
Az ezred 1961. szeptember 11-én alakult meg a tatai Klapka György Laktanyában a MN 11. Harckocsi Hadosztály kötelékében. Akkoriban Tatán két harckocsi osztozott a laktanyán. A másik a 25. Harckocsi Ezred volt.
1962. októberében lefolytatott ISASZEG fedőnevű hadgyakorlat során a 9. Gépkocsizó Lövészhadosztály kötelékébe lett helyezve, ami előre vetítette a későbbi alárendeltségi viszonyát.
Ekkor az ezred vegyesen T-34-es és T-55A harckocsikkal volt felszerelve. Összesen 67 db harckocsi állt rendelkezésre.
1963-ban az alakulat átdiszlokált Nagyatád helyőrségbe. A laktanyában került elhelyezésre a 8. Gépkocsizó Lövészhadosztály 63. Gépkocsizó Lövészezrede is. A sorállományt Borsod-Abaúj-Zemplén megyéből, Szabolcs-Szatmár-Bereg megyéből és Budapestről hívták be. Minőségi változást is hozott az áttelepülés. Új T-54B harckocsik érkeztek az ezredhez, és áttértek a 3-3 szakaszos század felépítésre. Egy század 10 db harckocsival rendelkezett ezután.
1966-ban az ezred áttért a 3x8 hónapos kiképzési rendszerre, és új csehszlovák T-55-ös harckocsik érkeztek. A T-54B-k a gépkocsizó lövészezredek harckocsi zászlóaljaihoz kerültek átadásra.
1968. július 1-én kezdődő kiképzési ciklus emlékezetes volt az alakulat számára, mert a II. és III. időszakos sorállomány katonái az Egri csillagok című film forgatásán.
Az egyik harckocsi zászlóalj szintén 1968-ban a Magyar Néphadseregben először kapta meg a KIVÁLÓ értékelést kapott.
1971-ben az ezred 3. harckocsi zászlóalja kiképző zászlóaljjá alakult át, ill. a felderítő szakasz felderítő századdá bővült. Ugyan ez történt a komendáns- és forgalomirányító szakasszal is. Megszűnt viszont a géppisztolyos század. Szintén ekkor jött létre az ellátó század is.
Az ezred részt mezőgazdasági munkákban is a 70-es 80-as évek során, de közben fenntartva a magas készenlétet is.
Az alakulat számára az utolsó hadgyakorlat 1985-ben jött el a "Dráva-85".
A 69. Harckocsi Ezredet jogutód nélkül felszámolták 1987-ben a RUBIN-feladatnak megfelelően. Az állomány egy része átkerült a szintén a helyőrségben diszlokáló 63. Gépesített Lövészdandárhoz.
Az ezred emlékét a 69. Harckocsi Ezred Nyugdíjas és Baráti Kör ápolja Nagyatádon, illetve a nyugállományú katonák létrehoztak egy hadiparkot is, ahol az ezred volt technikai eszközeit lehet megtekinteni.

## Parancsnokok
- Kozsel József alezredes (1961-1964)
- Gyébnár János alezredes (1964-1969)
- Básti Gyula alezredes (1969-1973)
- Ignéczi Imre alezredes (1973-1976)
- Sárkány István alezredes (1976-1979)
- Preininger Ambrus alezredes (1979-1985)
- Radics Sándor alezredes (1985-1987)
- Szilvágyi László alezredes (1987-megbízott felszámoló parancsnok)